# 永乐镇 (融水县)
永乐镇，是中华人民共和国广西壮族自治区柳州市融水苗族自治县下辖的一个乡镇级行政单位。

## 行政区划
永乐镇下辖以下地区：
兴隆村、四莫村、下覃村、东阳村、荣山村、北高村、洛西村和毛潭村。